# Catherine Cortez Masto
Catherine Marie Cortez Masto (1964. március 29. –) amerikai jogász, politikus, 2017 óta Nevada szenátora. A Demokrata Párt tagja, 2007 és 2015 között Nevada főügyésze volt.
Cortez Masto a Nevadai, a Renoi és a Gonzaga Egyetemen végezte tanulmányait. Las Vegasban dolgozott ügyészként, majd Washingtonban, mielőtt 2006-ban megválasztották Nevada főügyészének. 2010-ben újraválasztották, de 2014-ben ez a lehetősége már nem volt meg, nevadai törvények miatt.
Cortez Masto szoros versenyben győzte le a republikánus Joe Hecket 2016-ban a szenátori pozícióért, amellyel az első nő lett, aki képviselte Nevadát a Szenátusban.

## Választási eredmények
| Párt                         | Jelölt                       | Szavazatok | %      |
| ---------------------------- | ---------------------------- | ---------- | ------ |
|                              | Catherine Cortez Masto       | 339,465    | 59.04% |
|                              | Don Chairez                  | 204,816    | 35.62% |
| Ezen jelöltek közül egyik se | Ezen jelöltek közül egyik se | 30,694     | 5.34%  |
| Összesen                     | Összesen                     | 574,974    | 100.0% |

| Párt                         | Jelölt                       | Szavazatok | %      |
| ---------------------------- | ---------------------------- | ---------- | ------ |
|                              | Catherine Cortez Masto       | 372,011    | 52.82% |
|                              | Travis Barrock               | 251,269    | 35.68% |
| AIP                          | Joel F. Hansen               | 54,980     | 7.81%  |
| Ezen jelöltek közül egyik se | Ezen jelöltek közül egyik se | 26,072     | 3.70%  |
| Összesen                     | Összesen                     | 704,332    | 100.0% |

| Párt                         | Jelölt                       | Szavazatok | %      |
| ---------------------------- | ---------------------------- | ---------- | ------ |
|                              | Catherine Cortez Masto       | 81,971     | 80.58% |
|                              | Allen Rheinhart              | 5,650      | 5.55%  |
|                              | Liddo Susan O'Briant         | 4,842      | 4.76%  |
|                              | Bobby Mahendra               | 3,764      | 3.70%  |
| Ezen jelöltek közül egyik se | Ezen jelöltek közül egyik se | 5,501      | 5.41%  |
| Összesen                     | Összesen                     | 101,728    | 100.0% |

| Párt                         | Jelölt                       | Szavazatok | %      |
| ---------------------------- | ---------------------------- | ---------- | ------ |
|                              | Catherine Cortez Masto       | 521,994    | 47.10% |
|                              | Joe Heck                     | 495,079    | 44.67% |
| AIP                          | Tom Jones                    | 17,128     | 1.55%  |
| FÜG                          | Thomas Sawyer                | 14,208     | 1.28%  |
| FÜG                          | Tony Gumina                  | 10,740     | 0.97%  |
| FÜG                          | Jarrod M. Williams           | 6,888      | 0.62%  |
| Ezen jelöltek közül egyik se | Ezen jelöltek közül egyik se | 42,257     | 3.81%  |
| Összesen                     | Összesen                     | 1,108,294  | 100.0% |